# Rendalens kommun
Rendalens kommun (norska: Rendalen kommune) är en kommun i landskapet Østerdalen i Innlandet fylke i östra Norge. Kommunens centralort är den tidigare tätorten Bergset. 

## Administrativ historik
Rendals kommun uppstod på 1830-talet, samtidigt med flertalet andra norska kommuner. Denna kommun delades 1880 i Ytre och Øvre Rendals kommuner. 1965 slogs dessa två kommuner ihop igen och Rendalens kommun bildades. 1984 överfördes ett obebott område från Tynsets kommun till Rendalens kommun.

## Kommunvapen
Blasonering: I blått to sølv reinsdyrhoder, 1-1.
(I blått fält två stolpvis ordnade renhuvuden av silver.)
Kommunvapnet godkändes genom kunglig resolution den 2 juni 1989. Motivet anspelar på kommunens namn och visar att renar varit vanliga i området. De två huvudena står för socknarna Ytre Rendal och Øvre Rendal som tidigare var separata kommuner.

## Tätorter
I Rendalens kommun finns en tätort:
- Otnes

Centralorten Bergset har tidigare räknats som en tätort men uppfyller inte längre kriterierna.

## Socknar
Inom Norska kyrkan är Rendalens kommun indelad i tre socknar:
- Hanestads socken
- Sjøli og Ytre Rendalens socken
- Øvre Rendals socken

Socknarna ingår i Nord-Østerdals prosteri i Hamars stift.
2023 slogs Sjøli socken och Ytre Rendals socken samman och Sjøli og Ytre Rendalens socken bildades.

## Bilder

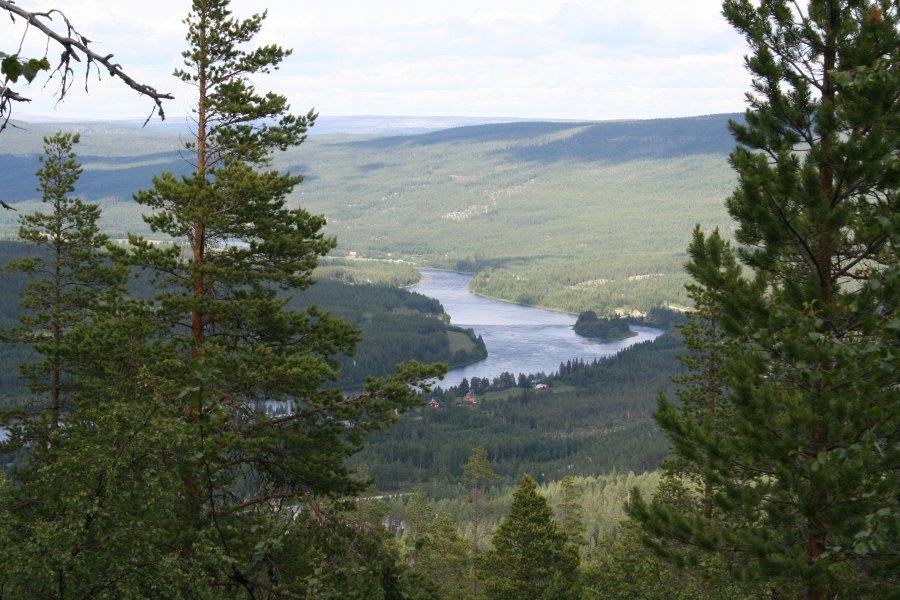
Hanestad.
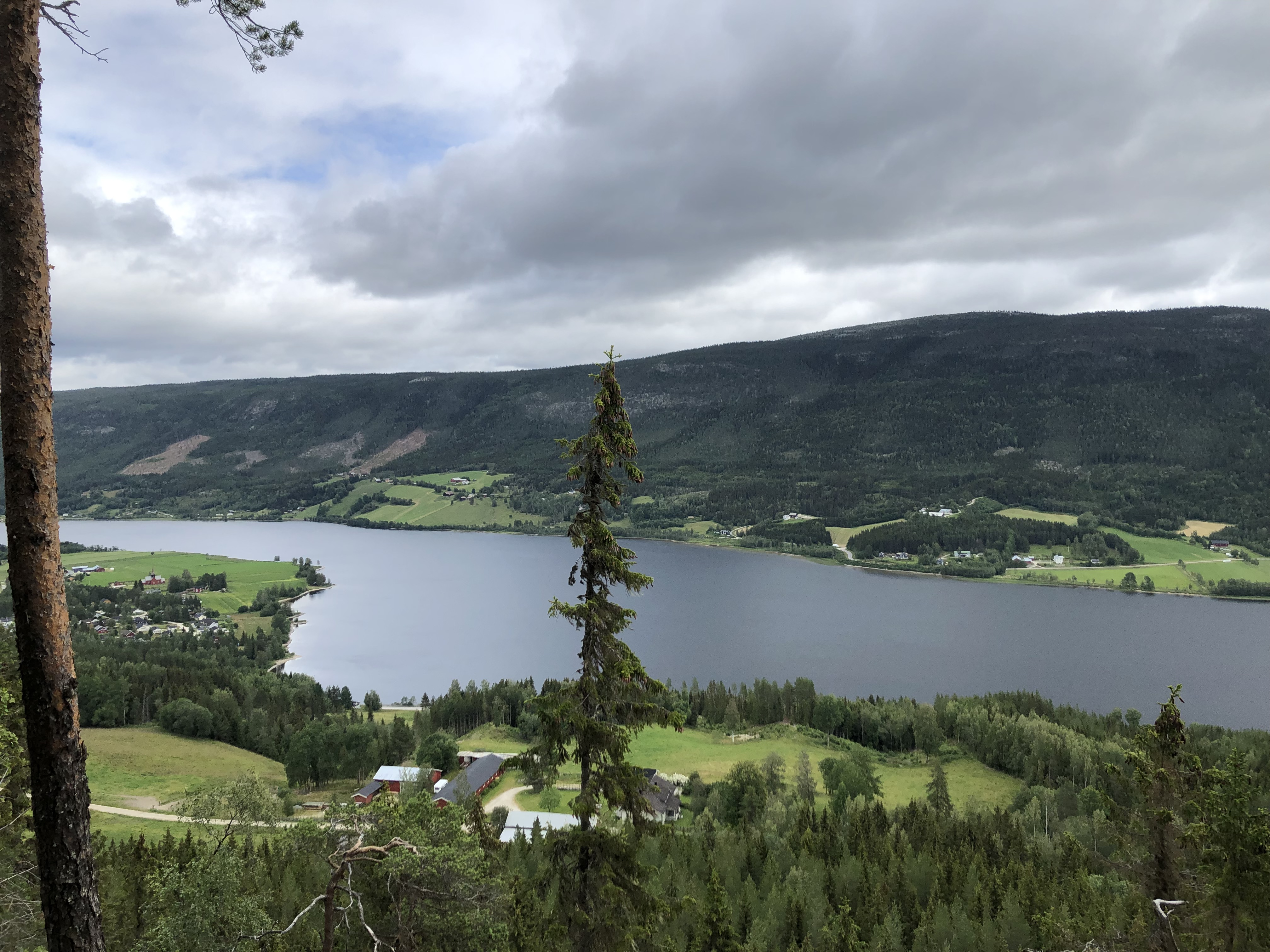
Otnes.
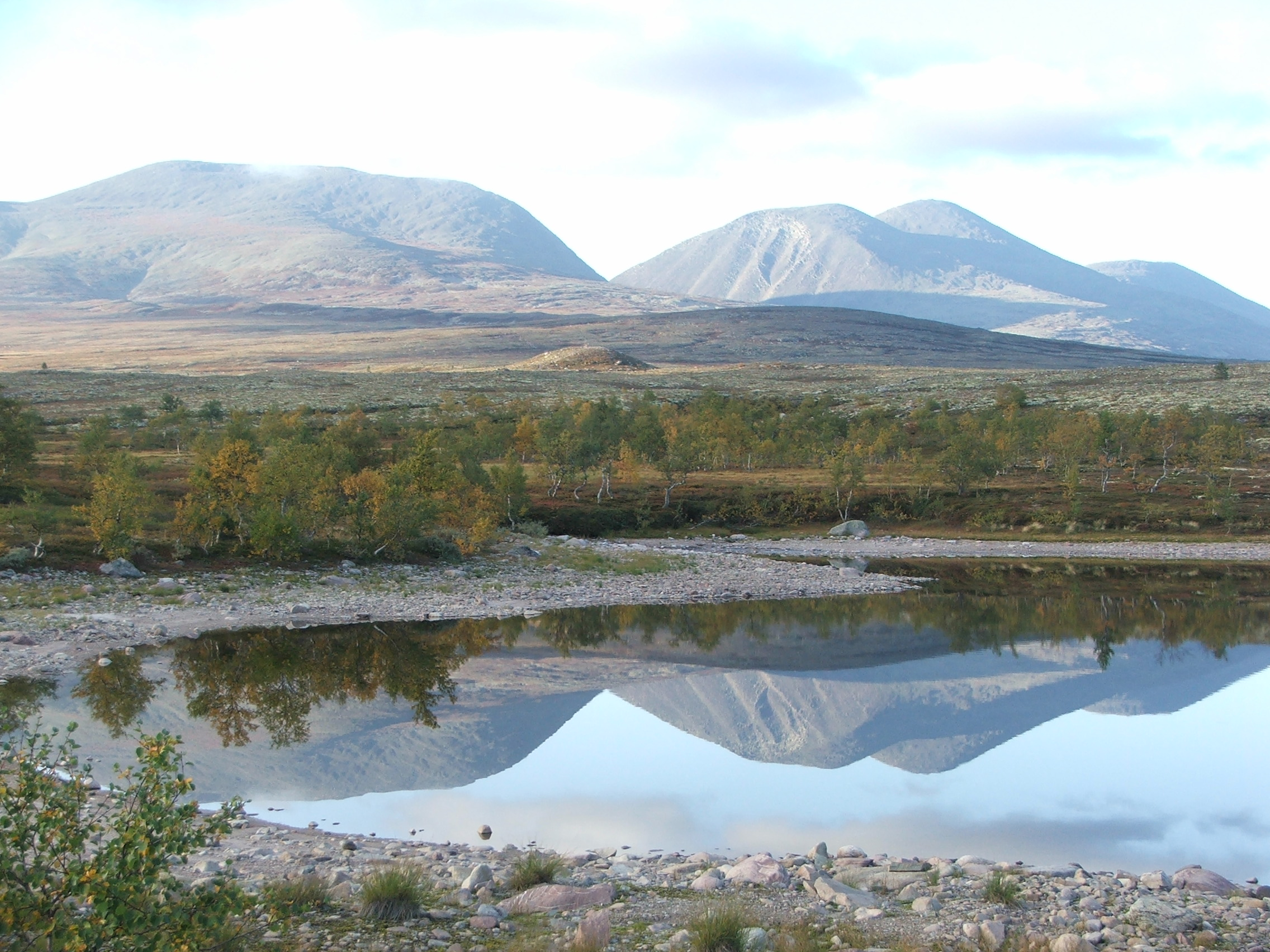
Fjällmassivet Sølen.